# Žuti srčanik
Žuti srčanik (žuta sirištara, žuti encijan, žuta vladisavka, sirištara, srčanik, lincura, gencijana; lat. Gentiana lutea) je biljka iz roda Gentianaceae. Naraste do 2 metra u visinu, s kopljastim do eliptičnim listovima dugim do 30 cm i širokim do 12 cm. Cvate žutim cvjetovima. Raste u alpskom i subalpskom pojasu. Na prostoru Hrvatske prisutna je na Velebitu, Biokovu, Gorskom kotaru i na Ćićariji. Korijen je biljke ljekovit te izrazito gorka okusa.

## Sinonimi
- Asterias hybrida G.Don
- Asterias lutea (L.) Borkh.
- Coilantha biloba Bercht. & J.Presl
- Gentiana major Bubani
- Gentianusa lutea (L.) Pohl

## Karakteristike srčanika
Srčanik može rasti u hladnim planinskim krajevima i dobro podnosi mraz. Žuti cvjetovi se pojavljuju od srpnja do kolovoza. Raste i do 2 metra u visinu i ima eliptične listove koji mogu biti dugi i do 30 cm te široki oko 12 cm. Gorki korijen lincure (Radix Gentianae) i tinktura srčanika (tinctura Gentianae) su službeni i prema farmakopeji bivše Jugoslavije poznati kao ljekoviti pripravci. Korijen srčanika su službeno priznale neke druge svjetske farmakopeje.

## Kemijski sastav
Ljekovita droga (korijen) sadrži tvari, glikozide: genciopikrin ( 1,5 - 2 % ), amarogencin, pod uvjetom da je ispravno osušen. U korijenu srčanika se mogu naći i dva alkaloida, najviše gencianina. Sadrži i mnogo trisaharide: gencianoze i disaharide; genciobioze, masno ulje i pektin. Sadrži i mnoge mineralne soli. Korijen se mora sušiti po posebnome postupku, kako bi sačuvao visoku količinu kemijskih sastojaka i ljekovitu vrijednost.Listovi sadrže 0,71 % askorbinske kiseline.

## Korištenje srčanika u medicini
U medicini se srčanik koristi kod: insuficijencije jetre, intelektualne premorenosti i općeg umora, poboljšanja apetita, dispepsije, gastro-intestinalnih problema, anemičnosti, tuberkuloze, dijareje (proljeva), dizenterije i parazita u crijevima. Srčanik je jedan od najboljih ojačivača ljudskog imunog sisteama. Stimulira jetru, žučnu kesicu i probavni sustav. Sredstvo je protiv groznice. Korijen djeluje protuupalno, antiseptično i protiv parazita.

## Korištenje srčanika u pučkoj medicini
Skoro je identična primjeni u suvremenoj medicini: koristi se interno za komplikacije i bolesti jetre, lošu probavu, stomačne infekcije, i anoreksiju. Čaj od srčanika se preporučuje prilikom malokrvnosti jer podržava stvaranje bijelih i crvenih krvnih zrnaca.
Srčanik i preparati od srčanika se ne bi trebali preporučivati pacijentima sa stomačnim tegobama i čirom dvanaestopalačnog crijeva.

## Galerija slika
- Cvijet
- Korijen

## Vanjske poveznice
- Korištenje lincura za bolesti jetre
- PFAF database Gentiana lutea
- [neaktivna poveznica]
- PriroDar